# Саве Младенов
Саве (Слави) Христов Младенов е български революционер, малешевски войвода на Вътрешната македоно-одринска революционна организация.

## Биография
Саве Младенов е роден в малешевското село Владимирово, тогава в Османската империя. Присъединява се към ВМОРО и действа като куриер, а по-късно дълги години е войвода. През лятото на 1910 година с четата си действа в Малешевско и Пиянец. Помощник войвода му е Ангел Шопов.
През Първата световна война служи в Радовишкия партизански взвод. Брат му, Григор, който е в редиците на Шестдесет и четвърти пехотен полк загива в Криволашко сражение на 23 октомври 1915 година.
Славе умира през 1924 година.